# Getto w Brzeżanach

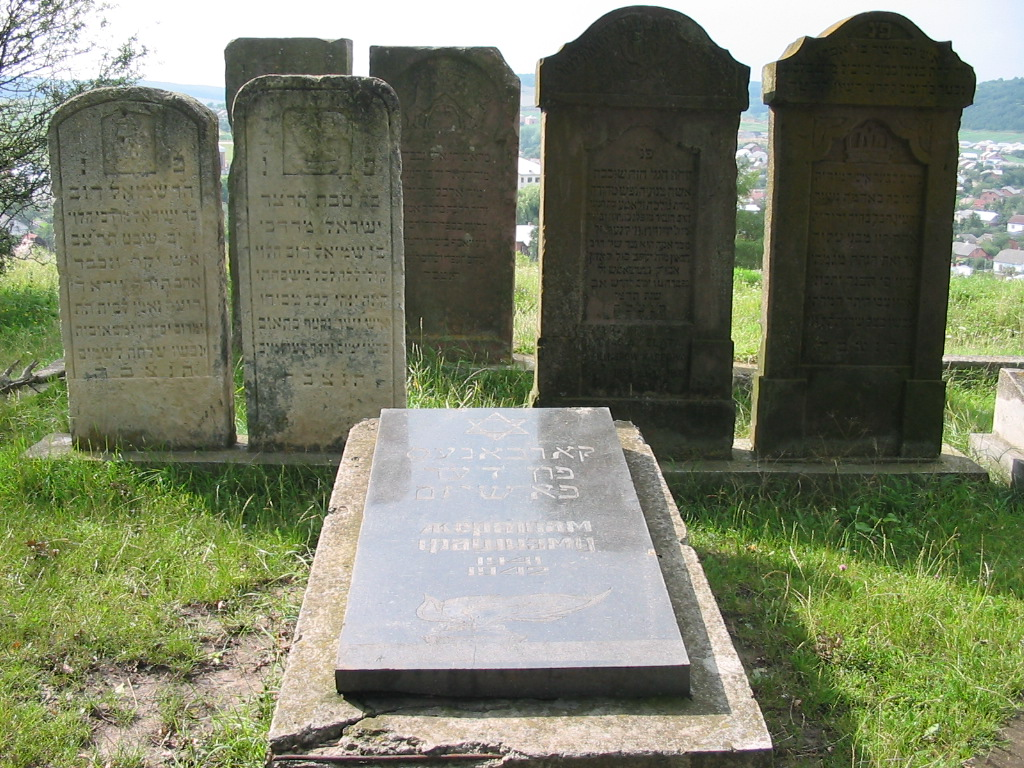
Pomnik Holocaustu w Brzeżanach wzniesiony w 1990 roku

Getto w Brzeżanach – getto dla ludności żydowskiej zorganizowane przez okupacyjne władze niemieckie w czasach II wojny światowej w Brzeżanach. 
Getto jako otwarte zostało utworzone na początku 1942 roku. W maju 1942 roku oficjalnie przebywało w nim 2254 osób, jednak później przesiedlono do niego Żydów z okolicznych wsi. W grudniu 1942 getto zamieniono na zamknięte. 
Żydom zabroniono opuszczania getta i odbywania praktyk religijnych. W getcie panowało niedożywienie, ciasnota i choroby. Z powodu panującego tyfusu Niemcy co pewien czas przeprowadzali „tyfusowe obławy” polegające na rozstrzeliwaniu osób chorych i niezdolnych do pracy.
Żydów z Brzeżan eksterminowano w kilku etapach:
- październik 1941 - rozstrzelanie w drugi dzień święta Chanuka 600 mężczyzn (głównie rzemieślników i kupców) w kamieniołomie we wsi Raj. Zabito ich pomimo przekazania staroście Asbachowi przez Judenrat 3 kg złota okupu. Zbrodni dokonało Sipo z Tarnopola pod dowództwem SS-Sturmbannführera Hermanna Muellera.
- 18 grudnia 1941 – rozstrzelanie, według źródeł żydowskich, ok. 1000 starców, kobiet i dzieci (niemiecka dokumentacja mówi o 100 zbiegach) w lesie koło Litiatyna. Zbrodni ponownie dokonało Sipo z Tarnopola.
- 17 lutego 1942 – zabicie kilkudziesięciu Żydów
- czerwiec 1942 – zabicie 600 Żydów
- 21 i 22 września 1942 (Jom Kipur) – pierwszy transport ponad 1000 Żydów do obozu zagłady w Bełżcu. Akcję przeprowadziło tarnopolskie Sipo przy pomocy ukraińskiej policji.
- 31 października 1942 – drugi transport ponad 1000 osób do Bełżca.
- 4 grudnia 1942 (pierwszy dzień Chanuki) – transport 1,2-1,5 tys. Żydów do Bełżca.
- marzec-pocz. kwietnia 1943 – obława na przebywających jeszcze w getcie trwająca 3 dni. Część ze schwytanych wysłano do obozów pracy, część (200-300 osób) rozstrzelano na starym żydowskim cmentarzu na wzgórzu Okopisko.
- 12 czerwca 1943 (święto Szawuot) – rozstrzelanie ostatnich 1,4 tys. Żydów na cmentarzu Okopisko. Akcją dowodził SS-Scharführer Willi Herrmann.

Najwyższe szacunki żydowskich ofiar w Brzeżanach wynoszą 16,6 tys., jednak autorzy encyklopedii „Holocaust w ZSRR” oceniają, że bliska rzeczywistości jest liczba 5,5-6,5 tysiąca. Według prof. Shimona Redlicha na początku niemieckiej okupacji (lato 1941) w Brzeżanach mieszkało ok. 10 tys. Żydów, wliczając uciekinierów. Ocalało kilkadziesiąt osób, w tym kilkoro dzieci. 
Pomoc Żydom w Brzeżanach nieśli przede wszystkim Polacy, poza tym w mniejszym stopniu Ukraińcy i rodziny mieszane polsko-ukraińskie.
Spośród nazistowskich zbrodniarzy odpowiedzialnych za Holocaust w Brzeżanach przed sądem stanęli:
- Hans-Adolf Asbach - zmarł w trakcie procesu w 1976 roku. Wcześniej był ministrem pracy i zabezpieczenia socjalnego w rządzie landu Szlezwik-Holsztyn.
- Hermann Mueller – w 1966 roku skazany na dożywotnie więzienie, zmarł w 1988.
- Willi Herrmann – w 1966 roku skazany na 10 lat pozbawienia wolności, zmarł w 1968.

## Zobacz także
- Tadeusz Danek